# مارك فرنسيس
مارك فرنسيس (بالإنجليزية: Mark Francis)‏ (1 يناير 1960 بلندن في المملكة المتحدة - ) هو مدرب كرة قدم ولاعب كرة قدم أمريكي في مركز الوسط. لعب مع Orlando Lions ‏ وDFW Tornados ‏ وDallas Rockets ‏ وDayton Dynamo (1988–1995) ‏ وMesquite Kickers ‏ وMobile Revelers (soccer) ‏.